# أميركان أكسجين
تعديل مصدري - تعديل  
«أميركان أكسجين» (بالإنجليزية: American Oxygen)‏ هي أغنية سجلتها المغنية البربادوسية ريانا من أجل ألبوم الإستديو الثامن المرتقب لها.